# Yasuji Murata
村田安司
Yasuji Murata (村田安司, Yasuji Murata) (Yokohama, 1896 – 1966) était un réalisateur d’anime japonais.

## Biographie
Il est à ses débuts assistant de Seitarō Kitayama, un pionnier de l'animation japonaise, et travaille avec lui dans son studio d'animation (Kitayama Eiga Seisakujo). Mais le Tremblement de terre de Kantō de 1923 ayant détruit le studio, Murata s'investit alors dans la compagnie de production Yokohama Cinema Shokai. Il se montre très prolifique durant la dizaine d'années (entre 1926 et 1936) qu'il passe dans ce studio, en réalisant une quarantaine de films. À la fin de sa carrière, il participe encore à quelques projets en tant qu'animateur ou scénariste, et réalise son dernier film en 1947.